# Купанус Дея
Купанус Дея (Pseudosphromenus dayi) — вид лабіринтових риб з родини осфронемових (Osphronemidae).
Свою назву отримав на честь Френсіса Дея (англ. Francis Day, 1829—1889), іхтіолога й генерального інспектора рибальства в Індії та Бірмі за британського колоніального правління в цих країнах. 1865 року саме Дей, досліджуючи зразки Polyacanthus cupanus, виявив серед них такий, що мав інше забарвлення та деякі відмінності в морфології.

## Проблеми таксономії
Хоча купанус Дея є популярною акваріумною рибою, тривалий час серед спеціалістів не було єдиної думки стосовно його таксономічного статусу. Він вважався лише формою, різновидом або підвидом купануса (Pseudosphromenus cupanus) і був відомий під назвою Macropodus cupanus dayi, згодом Pseudosphromenus cupanus dayi. Дослідники прісноводної іхтіофауни Індії просто не помічали його. Лише 1994 року Моріс Коттела (фр. Maurice Kottelat) на підставі специфічних деталей забарвлення встановив його статус як окремого виду. Після цього Амбат Менон (англ. Ambat Gopalan Kutty Menon) 1999 року, базуючись на достовірних звітах акваріумістів, включив Pseudosphromenus dayi до свого контрольного списку прісноводних риб Індії як окремий вид. Джаярам (англ. K. C. Jayaram) того ж 1999 року підтвердив його статус окремого виду, також посилаючись на акваріумні джерела. Від свого найближчого родича купануса Pseudosphromenus dayi відрізняється більш струнким тілом і сильніше подовженими кінцями непарних плавців, а також яскравішим забарвленням.
Багато обговорювалось авторство таксону P. dayi. Френсіс Дей взагалі не дав йому назви, визначивши формою Polyacanthus cupanus. Назву Polyacanthus cupanus var. dayi вперше 1908 року запропонував Келер (нім. W. Köhler), посилаючись на опис Дея. Проте цим він і обмежився, ніякого опису виду його журнальна стаття не містить. 1909 року Енгман (нім. P. Engmann), посилаючись на рекомендацію Келера стосовно назви купануса Дея, дає його опис і вказує місцевість походження, хоча й помилкову (Малакка). Стаття Енгмана в акваріумному журналі не є науковою роботою й не відповідає всім вимогам до опису виду. Таким чином, Köhler (1908) технічно є автором таксону, але завдяки Engmann (1909) ця назва стала доступною.

## Опис
Максимальна загальна довжина самців купануса Дея становить 7,5 см, але це з урахуванням сильно видовжених центральних променів хвостового плавця; самки трохи менші.
Спинний плавець має 13-15 твердих і 5 м'яких променів, анальний — 17-18 твердих і 10 м'яких, черевні — по 1 твердому і 5 м'яких, у грудних плавцях по 10 м'яких променів, у хвостовому плавці 13 променів. У бічній лінії 26-28 лусок, 10-11 рядів лусок у поперечному напрямку. Центральні промені хвостового плавця майже вдвічі довші за решту променів. Спинний, анальний та хвостовий плавці сильно загострені на кінцях.
Основне забарвлення, залежно від настрою й стану риб, може мінятися від світло-коричневого до темно-коричневого, іноді із червонуватим відтінком. Добре виділяються дві широкі темно-коричневі поздовжні смуги. Верхня смуга починається над оком, а нижня від рота проходить під оком, обидві через усе тіло тягнуться до кореня хвостового плавця. Спинний, хвостовий і анальний плавці червонуваті з гарною блакитно-зеленою облямівкою. Спинний плавець вкритий коричневими крапочками, а центральні промені, що подовжені у формі смолоскипа, мають чорне забарвлення.
У період нересту поздовжні смуги у самця можуть майже зовсім ховатися на фоні більш густого забарвлення. Його горло, груди й черево стають червонуватими, навіть криваво-червоними, що в поєднанні зі світлою облямівкою плавців створює чудовий контраст кольорів.
Статеві відмінності незначні, розрізнити можливо лише дорослих самців і самок. Самці бувають стрункіші, трохи інтенсивніше забарвлені, а центральні промені хвостового плавця в них витягнуті сильніше. Самки виглядають міцнішими, мають більше й світліше забарвлене черево.
Подібно до інших представників підряду лабіринтових (Anabantoidei), цей вид володіє додатковим органом дихання, відомим як лабіринтовий орган. Він дозволяє рибам певною мірою дихати атмосферним повітрям.
На відміну від свого найближчого родича Pseudosphromenus cupanus на тілі у купануса Дея добре помітні дві поздовжні смуги, а хвостовий плавець у нього довший. За меристичними показниками обидва види мало відрізняються між собою.

## Поширення
Ендемік південноіндійського штату Керала. Вид поширений у прибережних районах на півдні цього штату від Кочину на півночі до майже південного його краю. Відомо 4-10 місць, де він водиться. Зокрема, купанус Дея часто зустрічається в річках Чалакуді (англ. Chalakudy), Муватупузха (англ. Muvattupuzha) і Періяр (англ. Periyar). Розрахунковий ареал становить 4000-16000 км².
Старі дані в літературі, за з якими купанус Дея поширений також на Малайському півострові, Суматрі, у М'янми та південному В'єтнамі не були підтверджені й є помилковими.
Вид зустрічається в різноманітних стоячих прісних і солонуватих, переважно проточних водах. Водиться в струмках, канавах і болотах. Поверхня цих водойм густо вкрита плавучими рослинами. У Кералі ніколи не буває сухо. Існує два сезони дощів: основний у червні-серпні та ще один (менший) — у листопаді-грудні. Протягом обидвох можуть іти надзвичайно сильні дощі. Крім того, район отримує додаткову воду з річок, що стікають з гір Нілґірі, де дуже часто йдуть дощі. Параметри води: показник pH в межах 6,5-7,5; твердість 4-15 dH; температура 25-28 °C.
Раніше охоронний статус Pseudosphromenus dayi був зазначений як «близький до загрозливого» (Near Threatened), але зараз, після отримання більш повної інформації про цей вид, статус оцінюється як «уразливий» (Vulnerable). Середовище існування виду змінюється внаслідок вирубування лісів, інтенсивного розвитку сільського господарства в зонах водозбору, а також через промислове, сільськогосподарське та побутове забруднення, руйнування середовища проживання піском.

## Розмноження
Самець будує невеличке гніздо з піни, зазвичай під листком рослини, що плаває на поверхні води. Воно служить для виведення потомства. Самка не може наблизитись до гнізда, поки воно не буде готове. Початок нересту «оголошує» самець, починаючи загравати до самки. Відкладання ікри відбувається у типових для лабіринтових риб нерестових обіймах. На початку нересту буває декілька «вдаваних спаровувань», коли риби обіймаються, але не відкладають ікру.
Молочно-білі ікринки мають розмір 1 мм у перетині. Вони тяжчі за воду й повільно падають на дно. Самець (часто в супроводі самки) підбирає ротом ікринки й переносить їх до гнізда. Продуктивність може сильно коливатись від 100 до 800 ікринок за нерест.
Інкубаційний період триває 30-48 годин, після чого на світ з'являються личинки довжиною 2,2 мм. Спочатку вони висять хвостом донизу на бульбашках або рослинах завдяки липким клітинам на голові. Якщо личинки падають униз, батько підбирає їх і саджає на місце. Ще за 2-3 дні личинки вичерпують запаси свого жовткового мішка, перетворюються на мальків і починають вільно плавати й харчуватися. Цікаво, що в цей час самка вже має нову партію ікри, й іноді буває, що коли мальки виходять із гнізда, там з'являються свіжі ікринки.
Під час догляду за потомством самець постійно намагається підтримувати гніздо в хорошому стані, додаючи до нього нові бульбашки. Водночас він охороняє гніздо, при цьому стає дуже агресивним і нещадно проганяє всіх, хто пропливає повз. Батьківська турбота припиняється після того, як мальки попливуть.

## Господарське значення
Для рибальства вид не становить інтересу, але виловлюється для торгівлі акваріумними рибами. Природоохоронні заходи стосовно купануса Дея не застосовуються.

## Утримання в акваріумі
Купануса Дея тримають в акваріумах ще з початку XX століття. Вперше цей вид був завезений до Німеччини в 1908 році, до колишнього СРСР — 1959 року. Майже відразу він став дуже популярним, адже виявився зовні набагато привабливішим за свого родича Pseudosphromenus cupanus.
Тримати цих риб в акваріумі нескладно. Вид мирний, легко вживається з іншими декоративними видами невеликого розміру. Купануса Дея можна тримати групою, але краще парами, тому що самці ворогують між собою й улаштовують бійки за території, при цьому часто пошкоджують один одному плавці.
Використовують середніх розмірів акваріуми довжиною 50-80 см або більше з густою рослинністю і схованками з коріння, каміння та інших предметів. Вид малорухливий, майже постійно риби перебувають у схованках.
Діапазон температур доволі широкий — від 20 до 30 °C. Риби витримують повільне тимчасове зниження температури води до 14 °C. При цьому вони стають блідими, млявими, тримаються біля самої поверхні зі складеними плавцями і майже не їдять. Але, коли температура збільшується, риби знову повертаються до свого нормального стану.
Акваріум зверху слід ретельно накривати, адже купанус Дея може вистрибувати із води на 6-10 см.
Для годівлі використовують звичайні види живих і сухих кормів, проте краще годувати цих риб живим кормом.
Нерест парний, відбувається за температури води 26-30 °C. Місткість нерестовища може бути близько 20 л. Облаштовують його так само, як і акваріум для утримання риб.
Коли мальки попливуть, їм дають інфузорії, перетертий жовток вареного яйця, згодом переходять на більші корми (наупліуси артемій і циклопів). За сприятливих умов мальки швидко ростуть і визрівають вже у віці 6 місяців.